# Roháčská plesa (národní přírodní rezervace)
Roháčská plesa jsou národní přírodní rezervace v katastrálním území obce Zuberec v okrese Tvrdošín v Žilinském kraji na Slovensku. Chráněné území bylo vyhlášeno v roce 1974 a jeho rozloha je 451,66 hektaru. Předmětem ochrany jsou společenstva vysokohorské vegetace a živočichů v pestrém georeliéfu se stopami pleistocenního zalednění a výskytem lnice alpské (Linaria alpina). Nachází se v Tatranském národním parku. Jedná se o skupinu horských ledovcových jezer mezi nimiž jsou dvě největší v Západních Tatrách.

## Poloha
Rezervace zahrnuje stupňovitý ledovcový amfiteátr, ve kterém leží Roháčská plesa, až po vrcholy Hrubé kopy a Trech kop, jakož i celou Smutnou dolinu. Zahrnuje též závěr Roháčské doliny doliny od spádnice vedené ze sedla Zábrať včetně Ťatliakovy chaty a Ťatliakova plesa.